# 克雷西 (未确认生物)
克雷西（英文：Cressie）是指加拿大民间传说出没于纽芬兰与拉布拉多省罗伯茨阿姆月牙湖（ Crescent Lake）的神秘动物。和许多其它湖怪一样，克雷西也成为当地文化的一部分，并成为旅游业的宣传标签。

## 历史
克雷西被描述为长1.5米-8米，类似大型深色鳗鱼的生物。在原住民的传说，它被称之为“Woodum Haoot”或“Haoot Tuwedyee”。克雷西有记载的目击历史可以追溯至20世纪，一些居民看见湖中有奇怪的动物在游动。1950年，两名目击者发现一只巨大的动物浮在水面，但他们试图接近时其快速下潜。1991年，退休教师弗雷德·帕森斯（Fred Parsons）看见一只长20英尺，身体呈深褐色的动物以起伏的方式在湖中游动。1980年，两名潜水员来到月牙湖搜救一位坠机飞行员，据说他们潜入湖中后受到一群“巨型鳗鱼”的攻击。

## 调查与理论
美国怀疑论者与调查员乔·尼克尔博士指出，根据他在电视节目《MonsterQuest》展开的实验，目击者对远处物体的大小判断会高估约40%。并且在一个多世纪以来，从未有克雷西的遗骸被发现，鳗鱼的生活习性、体型也与目击者描述的湖怪特征不符。乔·尼克尔还对克雷西提出解释：漂浮在湖中的树木，多只水獭以一条直线移动被远处目击者误认为是一只巨大的动物。